# فرانكو كولومبا
فرانكو كولومبا (بالإيطالية: Franco Colomba) (6 فبراير 1955 بغروسيتو في إيطاليا - ) هو مدرب كرة قدم ولاعب كرة قدم إيطالي في مركز الوسط. لعب مع نادي أفيلينو ونادي بولونيا ونادي مودينا وايه إس دي سامبينديتيس كالتشيو ‏.

## وصلات خارجية
- فرانكو كولومبا على موقع قاعدة بيانات كرة القدم.إي يو (الإنجليزية)
- فرانكو كولومبا على موقع عالم كرة القدم.نت (الإنجليزية)